# Килин, Александр Александрович
Александр Александрович Килин — российский кибернетик и физик, доктор физико-математических наук, профессор.
Родился 31 мая 1976 года.
Окончил Удмуртский государственный университет (1997) и его аспирантуру (2000).
В 2001 году там же, в УдГУ, защитил диссертацию на соискание ученой степени кандидата физико-математических наук, тема — «Методы компьютерных исследований в нелинейных динамических системах».
В 2009 году защитил докторскую диссертацию: Разработка комплекса программ для компьютерного исследования динамических систем : диссертация … доктора физико-математических наук : 05.13.18 / Килин Александр Александрович; [Место защиты: ГОУВПО «Московский инженерно-физический институт (государственный университет)»]. — Ижевск, 2009. — 294 с. : ил.
С 2000 г. на научной и педагогической работе в УдГУ: ассистент кафедры, старший преподаватель, доцент, с 2010 года заведующий Лабораторией динамического хаоса и нелинейности, ведущий научный сотрудник сектора Неголономной механики Лаборатории нелинейного анализа и конструирования новых средств передвижения.
Курсы лекций в УдГУ:
- Вихревая гидродинамика
- История механики и математического моделирования
- Компьютерные технологии в науке и образовании
- Механика неголономных систем
- Основы механики сплошной среды
- Современные проблемы физики.

Также читал лекции в Ижевском государственном техническом университете им. М. Т. Калашникова.
Полный список публикаций http://www.mi.ras.ru/index.php?c=pubs&id=21496&showmode=years&showall=show&l=0